# العلاقات البلجيكية الكوبية
العلاقات البلجيكية الكوبية هي العلاقات الثنائية التي تجمع بين بلجيكا وكوبا.

## مقارنة بين البلدين
هذه مقارنة عامة ومرجعية للدولتين:
| وجه المقارنة                                              | بلجيكا                                                                              | كوبا                              |
| --------------------------------------------------------- | ----------------------------------------------------------------------------------- | --------------------------------- |
| المساحة (كم2)                                             | 30.53 ألف                                                                           | 109.88 ألف                        |
| عدد السكان (نسمة)                                         | 11.37 مليون                                                                         | 11.48 مليون                       |
| الكثافة السكانية (ن./كم²)                                 | 372.42                                                                              | 104.48                            |
| العاصمة                                                   | بروكسل                                                                              | هافانا                            |
| اللغة الرسمية                                             | اللغة الهولندية، لغة فرنسية، اللغة الألمانية                                        | اللغة الإسبانية                   |
| العملة                                                    | يورو، فرنك بلجيكي                                                                   | بيزو كوبي، بيزو كوبي قابل للتحويل |
| الناتج المحلي الإجمالي (بليون دولار)                      | 492.68 مليار                                                                        | 87.13 مليار                       |
| الناتج المحلي الإجمالي (تعادل القوة الشرائية) بليون دولار | 514.74 مليار                                                                        |                                   |
| الناتج المحلي الإجمالي الاسمي للفرد دولار أمريكي          | 40.32 ألف                                                                           |                                   |
| الناتج المحلي الإجمالي للفرد دولار أمريكي                 | 43.44 ألف                                                                           |                                   |
| مؤشر التنمية البشرية                                      | 0.890                                                                               | 0.769                             |
| رمز المكالمات الدولي                                      | +32                                                                                 | +53                               |
| رمز الإنترنت                                              | .be                                                                                 | .cu                               |
| المنطقة الزمنية                                           | توقيت وسط أوروبا، ت ع م+01:00، ت ع م+02:00، توقيت وسط أوروبا الصيفي، أوروبا/بروكسل ‏ | 00                                |

## منظمات دولية مشتركة
يشترك البلدان في عضوية مجموعة من المنظمات الدولية، منها:
| علم المنظمة | اسم المنظمة                   | تاريخ انضمام بلجيكا | تاريخ انضمام كوبا |
| ----------- | ----------------------------- | ------------------- | ----------------- |
|             | الاتحاد البريدي العالمي       | ?                   | ?                 |
|             | منظمة حظر الأسلحة الكيميائية  | ?                   | ?                 |
|             | منظمة التجارة العالمية        | ?                   | ?                 |
|             | الأمم المتحدة                 | 27 ديسمبر 1945      | 24 أكتوبر 1945    |
|             | منظمة الشرطة الجنائية الدولية | ?                   | ?                 |
|             | المنظمة الهيدروغرافية الدولية | ?                   | ?                 |
|             | الاتحاد الدولي للاتصالات      | 1866                | 16 يناير 1918     |
|             | يونسكو                        | 29 نوفمبر 1946      | 29 أغسطس 1947     |

## وصلات خارجية
- موقع وزارة الخارجية البلجيكية
- موقع وزارة الخارجية الكوبية